# Gonzague Saint-Bris
Pour les articles homonymes, voir Saint Bris.
Gonzague Saint-Bris, né le 26 janvier 1948 à Loches (Indre-et-Loire) et mort dans un accident de la route le 8 août 2017 à Saint-Hymer (Calvados), est un écrivain et journaliste français.

## Biographie

### Famille
Gonzague Marie Joseph Vincent François Saint-Bris, né à Loches le 26 janvier 1948, est le fils d'Hubert Saint-Bris (1915-1979), diplomate, ancien élève de l'École nationale d'administration, et d’Agnès Mame (1924-2020), poétesse amatrice. Prénommé Gonzague en souvenir de son cousin résistant Gonzague de Saint-Geniès, il est deuxième d’une famille de huit enfants.
La famille Saint-Bris, originaire de Monflanquin (Lot-et-Garonne) où Pierre Saint-Bris (1740-1822) était médecin en 1812, s'établit en Touraine où elle acquit le 30 juillet 1855 le château du Clos Lucé à Amboise qu'elle possède toujours et où Gonzague Saint-Bris passe son enfance. Son arrière-grand-père Georges Saint-Bris (1841-1922), compositeur de musique, obtint un titre de comte romain héréditaire par bref pontifical du 15 août 1874, (titre non reconnu en France, transmissible à la descendance de son frère aîné Jean Saint-Bris (1947-2004), mort dans un accident de la route en 2004). Par sa mère, il est issu de Louis Mame, l'un des éditeurs de La Comédie humaine de Balzac. 

### Écrivain et journaliste
Autodidacte, il est successivement journaliste à La Vigie marocaine (1967) au Maroc puis à La Nouvelle République à Tours (1968), critique littéraire, animateur sur la radio Europe 1 (deuxième moitié des années 1970), en particulier de l'émission La ligne ouverte,  offrant la parole aux auditeurs et proposant « d’inoubliables instants de radio », chroniqueur au Figaro (1980), fondateur et animateur de la radio libre Méga l'O (1981), directeur de la stratégie et du développement du groupe Hachette Filipacchi Médias (1987-2001), chargé de mission au ministère de la Culture et de la Communication (1986-1988), directeur-propriétaire du magazine Femme. Il est chroniqueur pour Paris Match, notamment lors d'événements concernant les familles princières ou royales. À la suite d'un passage de Gonzague Saint-Bris dans l'émission de télévision américaine Good Morning America, Michael Jackson demande que l'écrivain l'accompagne durant son voyage en Afrique en février 1992. Gonzague Saint-Bris en tire un livre Au paradis avec Michael Jackson sorti en 2010. En novembre 2014, il refait à dos de mulet le trajet effectué en 1516 par Léonard de Vinci à travers les Alpes lorsqu'il fut invité en France par François Ier.
Il est membre de l'Académie Alphonse-Allais et membre du jury du prix du Guesclin. À sa mort, le jury fonde en son honneur, le Trophée de la biographie Gonzague Saint-Bris, décerné chaque année.

### Organisateur de manifestations culturelles
Attaché à la Touraine — il est conseiller municipal de Loches de 1989 à 1995, il y mène pendant près de quarante ans des actions culturelles. Il participe en 1978 à la création du mouvement Le Nouveau Romantisme, l'Académie romantique (avec Patrick Poivre d'Arvor, Brice Lalonde, Francis Huster, Étienne Roda-Gil et Frédéric Mitterrand), il participe également à des clips culturels, à des radios libres, à la Marche Balzac, à la Marche George Sand. En 1995, il crée le festival littéraire La Forêt des livres à Chanceaux-près-Loches, une petite commune forestière, qui reçoit chaque dernier dimanche d'août des auteurs, en avant-première de la rentrée littéraire, À cette occasion, plusieurs prix sont attribués dans le cadre du prix littéraire Les Lauriers verts. Le succès de ce festival ira croissant, jusqu'à accueillir plus de 50 000 visiteurs lors des dernières éditions. Le festival est renommé Les écrivains chez Gonzague Saint-Bris après le décès de son fondateur.
Il fonde en 1983 le Festival du film de Cabourg, également appelé Journées romantiques dont le trophée remis aux lauréats porte le nom de Swann d'or, en référence à Marcel Proust.

### Candidat à l'Académie française

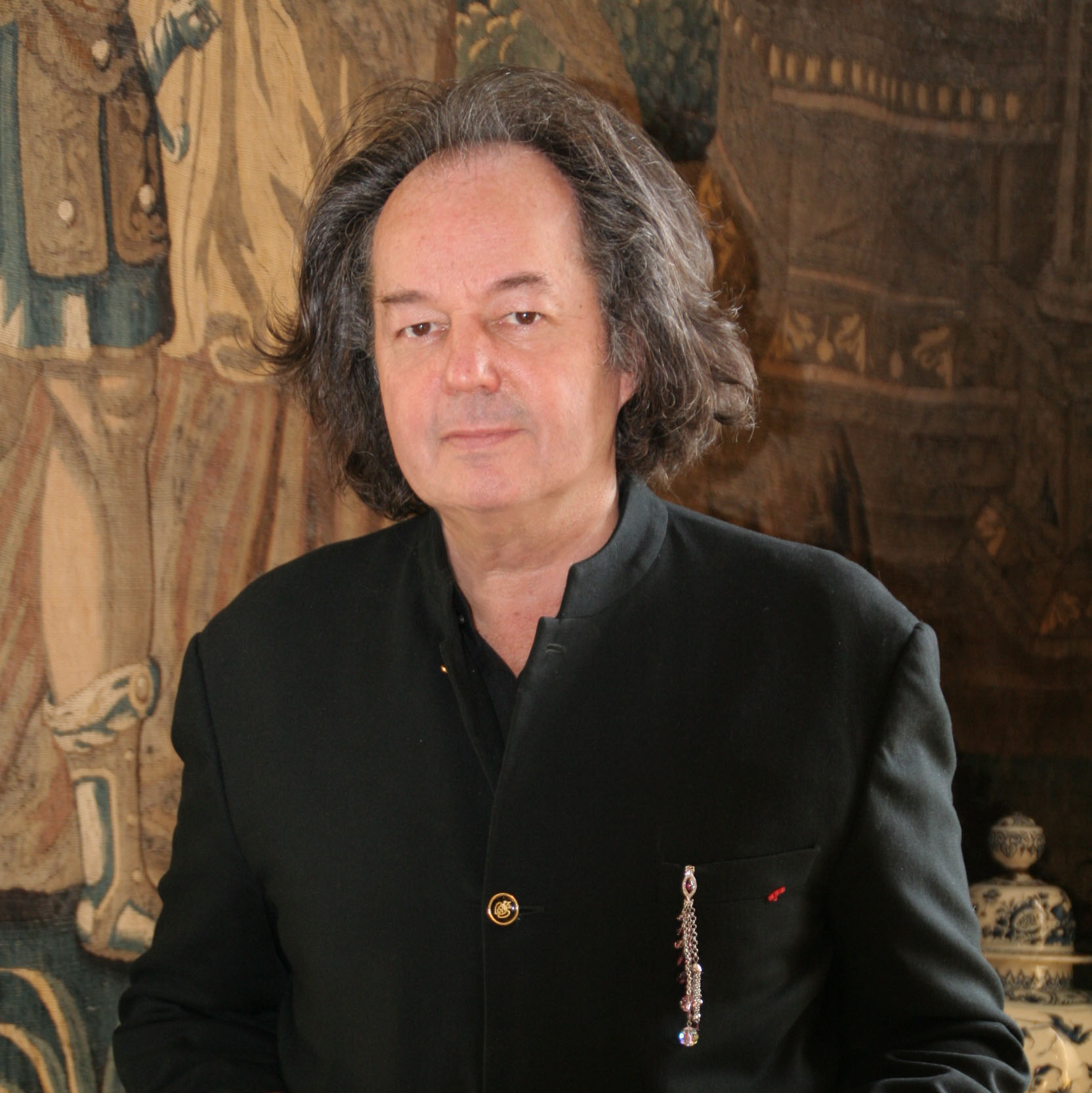
Gonzague Saint-Bris en 2007, photographié par Armand Langlois au Clos Lucé.

Il est à quatre reprises et en vain, candidat à l'Académie française. Le 7 juin 2001, il est candidat au fauteuil de Michel Droit, mais est battu par Pierre Nora. Le 7 février 2008, il se présente au fauteuil de Bertrand Poirot-Delpech : les académiciens préfèrent n'élire personne, l'élection est blanche. Ensuite, le 10 mai 2012, il est candidat au fauteuil de Jean Dutourd : l'élection est de nouveau blanche. Enfin, il se présente le 17 novembre 2016 au fauteuil de René Girard. Encore une fois, l'élection est blanche.

### Divers
Il est régulièrement l'invité d'émissions de télévision (Secrets d'Histoire, Midi en France,  etc.) 
Il est membre du jury de l'élection de Miss France 2005 à Tours 

### Mort
Gonzague Saint-Bris meurt le 8 août 2017 dans un accident de la route sur la départementale 675 à hauteur de Saint-Hymer, non loin de Pont-l'Évêque (Calvados),. Sa compagne Alice Bertheaume, qui conduit la voiture, une Renault Mégane, tente d’éviter un renard, projetant la voiture contre un arbre. Elle a 0,80 gramme d'alcool dans le sang. Gonzague Saint Bris, dont la ceinture de sécurité n'est pas attachée, est éjecté et tué sur le coup ; sa compagne est légèrement blessée,,. Le soir du drame, le couple sort d'une réception donnée à Deauville, après avoir dîné dans un restaurant de la ville pour rejoindre Bonneville-la-Louvet où il doit passer la nuit.
Ses obsèques ont lieu le 14 août en la collégiale Saint-Denis d'Amboise et l'inhumation au cimetière des Ursulines de cette même ville, non loin du Clos Lucé.
Sa compagne Alice Bertheaume est jugée le 15 mai 2018 par le tribunal correctionnel de Lisieux et condamnée à six mois de prison avec sursis pour « homicide involontaire par conducteur sous l'emprise d'un état alcoolique ».

### Vie privée

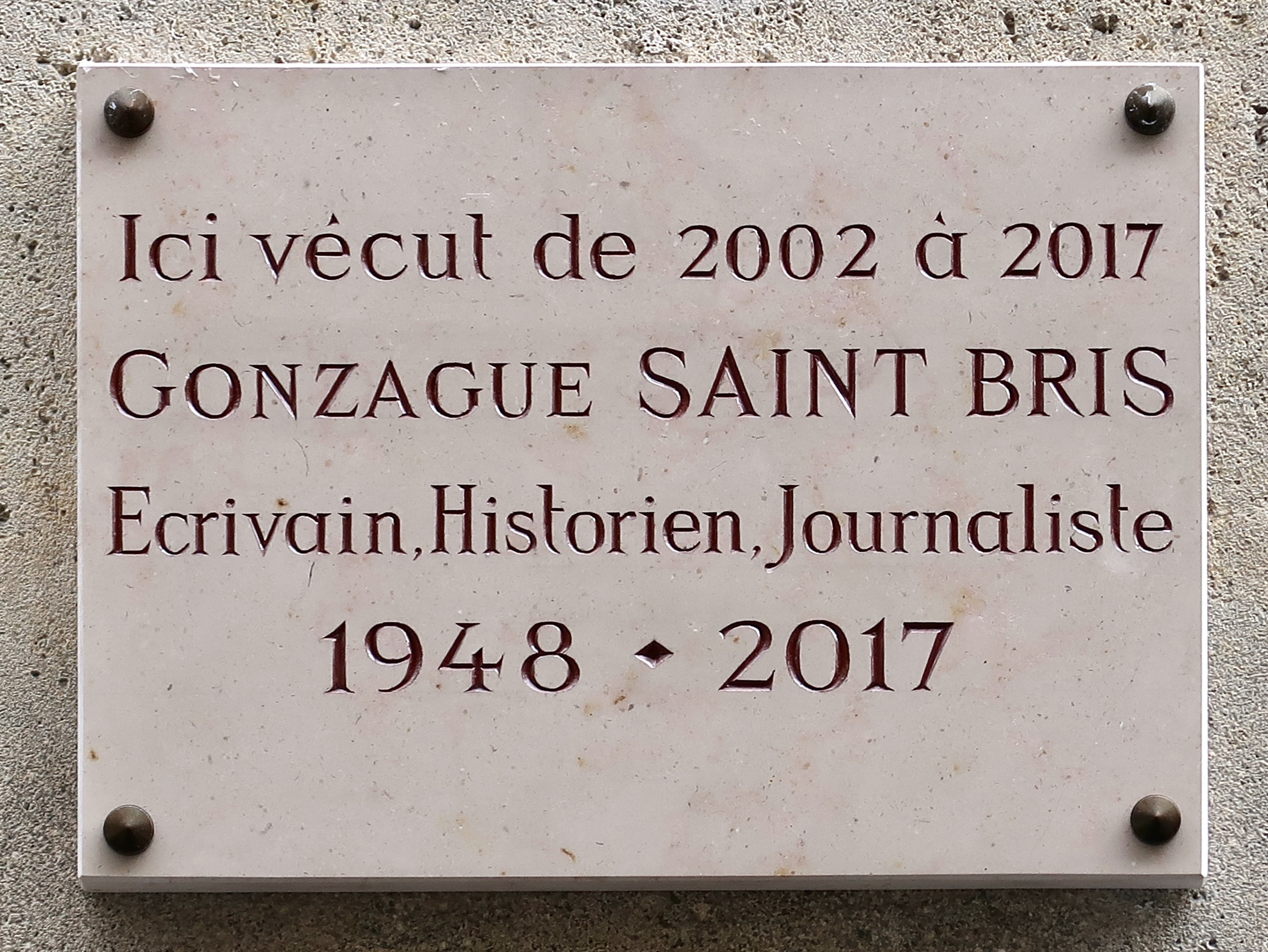
Plaque 5 rue Pelouze (8e arrondissement de Paris), où il vécut.

Le 22 septembre 1979, Gonzague Saint-Bris se marie avec Clémence de Lasteyrie du Saillant, nièce du président de la République Valéry Giscard d'Estaing,. Ils divorcent avant 1989.[réf. nécessaire]
Il a pour dernière compagne Alice Bertheaume, chargée de communication à Paris.

## Décorations
- Chevalier de la Légion d'honneur (1998)[24].
- Officier de l'ordre du Mérite agricole (2013)[25].
- Commandeur de l'ordre des Arts et des Lettres[26].
- Chevalier de l'ordre de Dannebrog (Danemark, 2014)[27].

## Œuvres

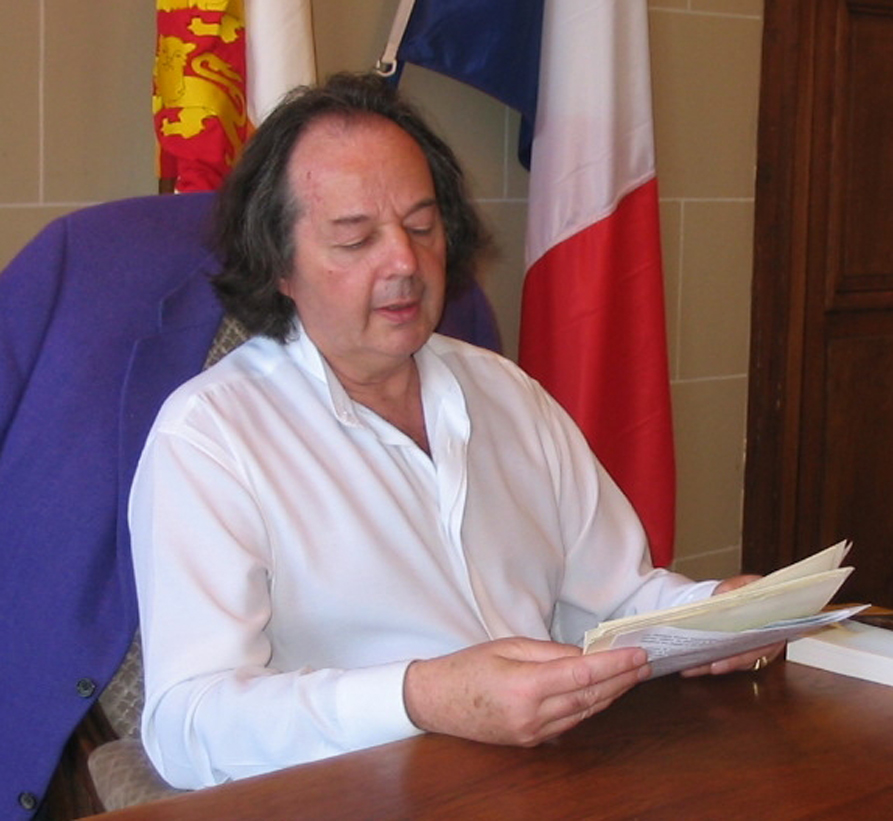
Gonzague Saint Bris en 2004, à un salon du livre en Normandie.

Il est l'auteur de près d'une quarantaine de livres, dont Le Romantisme absolu, de récits historiques (Les Égéries russes, et Je vous aime inconnue, Le Coup d'éclat du 2 décembre) et de biographies comme celles de Vigny, Dumas, Balzac, Flaubert, La Fayette.

En 2002, son ouvrage d'inspiration autobiographique Les Vieillards de Brighton est récompensé par le prix Interallié, puis son roman L'Enfant de Vinci par le prix des romancières en 2006. Dès sa parution, ce dernier est salué en ces termes par Julien Gracq : 

« Les vigoureux apports imaginatifs qui surgissent — pour vous particulièrement — de la vallée de la Loire, habitée, naviguée, rêvée, photographiée par vous, vous ont donné un de vos meilleurs livres. Le temps y devient flexible et l’histoire s’y incorpore familièrement. Merci pour ce livre hanté par les chroniques fabuleuses, la géographie des paysages, mais encore plus par la légende, par le souvenir et par le songe. »

Le 26 janvier 2016, il reçoit le prix Hugues-Capet, mention « Grand prix spécial », pour l'ensemble de son œuvre, dont sa biographie Louis XI, le méconnu.
Il apparaît comme frère Gonzague, l'un des maîtres de l'ordre des chevaliers de Rhodes, dans la bande dessinée Général Leonardo d'Erik Svane et Dan Greenberg.

### Romans
- Athanase ou La manière bleue, Éditions Julliard, 1976
- Ligne ouverte au cœur de la nuit, Robert Laffont, 1978
- Les Vieillards de Brighton, Grasset, 2002 (prix Interallié).
- L’Enfant de Vinci, Grasset, 2005 (prix des Romancières).
- Marie, l’ange rebelle, Éditions Belfond, 2007.

### Ouvrages historiques
- La Nostalgie, camarades !, Albin Michel, 1982.
- Les Histoires de l'Histoire, Michel Lafon, 1987.
- Les Dynasties brisées, Jean-Claude Lattès, 1992.
- Les Aiglons dispersés, Jean-Claude Lattès, 1993.
- Les Septennats évanouis, Jean-Claude Lattès, 1995.
- Romans secrets de l'Histoire, Michel Lafon, 1996.
- Les Vingt ans de l'Aiglon, Taillandier, 2000.
- Le Coup d’éclat du 2 décembre, Taillandier, 2001.
- Les Princes du romantisme, Robert Laffont, 2003.
- Un ruban de rêve : le premier festival de Cannes, Steinkis Groupe / Éditions Prisma, 2016 (lire en ligne).
- Déshabillons l'histoire de France : tableau des mœurs françaises, Xo Éditions, 2017.
- Aristocrates rebelles, Les Arènes, 2017.

### Biographies
- Desaix, le sultan de Bonaparte, Librairie académique Perrin 1995 (prix Dupleix 1996).
- Alfred de Vigny ou La volupté et l’honneur, Grasset, 1998 (prix du Bicentenaire).
- Agnès Sorel, beauté royale, Éditions de La Nouvelle République, 1998.
- Le Sacre… et Bonaparte devint Napoléon, Taillandier, 1999.
- La Grande vie d'Alexandre Dumas, avec Alain Ducasse, Minerva, 2001 (prix de l'Art de vivre).
- Sur les pas de George Sand, illustrations Philippe Lorin, Presses de la Renaissance, 2004.
- Sur les pas de Jules Verne, illustrations Stéphane Heuet et préface Olivier de Kersauson, Presses de la Renaissance, 2005.
- Léonard ou Le génie du roi au Clos Lucé, CLD, 2005.
- Sur les pas de Léonard de Vinci, illustrations Philippe Lorin, Presses de la Renaissance, 2006.
- La Fayette, Télémaque, 2006  (ISBN 2-7533-0039-9).
- François Ier et la Renaissance, Télémaque, 2008.
- La Malibran, Éditions Belfond, 2009.
- Henry IV et la France réconciliée, Télémaque, 2009.
- Au paradis avec Michael Jackson, Presses de la Cité, 2010.
- Alfred de Musset, Grasset, 2010.
- Balzac : une vie de roman, SW Télémaque, 2011.
- Rosa Bonheur : Liberté est son nom, Robert Laffont, 2012.
- En tête à tête avec Victor Hugo, Grund, 2012.
- Louis XIV et le Grand Siècle, Télémaque, 2012.
- Marquis de Sade : l'ange de l'ombre, Télémaque, 2013
- Le goût de Stendhal, Télémaque, 2014.
- Louis XI, le méconnu, Albin Michel, 2015.

### Autre publications
- Qui est snob ?, Calmann-Lévy, 1973.
- Le Romantisme absolu, Éditions Stock, 1978.
- Les Égéries russes, avec Vladimir Fédorovski, Jean-Claude Lattès, 1994.
- Les Égéries romantiques, avec Vladimir Fédorovski, Jean-Claude Lattès, 1996.
- Les Larmes de la gloire, Éditions Anne Carrière, 1998.
- Je vous aime, inconnue : Balzac et Eva Hanska, Le Nil, 1999 (prix Cœur de la France).
- Le Bel appétit de monsieur de Balzac, avec Jean Bardet, Le Chêne, 1999 (prix Gourmand).
- Mes châteaux de la Loire, illustrations Philippe Lorin, Flammarion 2003.
- L’Éducation gourmande de Flaubert, avec Éric Frechon, Minerva, 2004.
- Les Fantaisies microcosmiques, collectif, L'Avant-Scène Théâtre, collection Des Quatre Vents, 2004.
- Histoires d’été, Télémaque, 2007.
- Les Romans de Venise, Le Rocher, 2007.